# Église Saint-Julien-de-Brioude de Goudourville
L'église Saint-Julien-de-Brioude de Goudourville est un édifice religieux de style Régence situé à Goudourville, dans le département de Tarn-et-Garonne, en France.
Elle est, dans la région, connue sous le surnom de « chapelle Sixtine du Tarn-et-Garonne » pour ses voûtes illustrant la création du monde par Dieu sous la forme de deux toiles plafonnantes signées Jean Georges Maury, représentant la résurrection de Lazare et la Mise au tombeau,.

## Localisation
Construite au XVe siècle sur les bases d'un édifice plus ancien, l'église se dresse au centre de la commune de Goudourville, en Tarn-et-Garonne. Elle jouxte le cimetière catholique paroissial.

## Architecture

### Aspect extérieur
D'extérieur, l'édifice est relativement sobre. Le clocher mur, marqué par cinq arcades campanaires, a été entièrement réparé au XIXe siècle avec des matériaux de réemploi,. Un porche à trois arcades permet l’accès à l'intérieur par l’ouest. Les chapelles latérales ont été ajoutées aux XVIe et XVIIe siècles. Des contreforts d’angles à retraits successifs encadrent la façade ouest, est et les chapelles est.

### Aspect intérieur
L’église est composée d’un plan rectangulaire avec une nef de deux travées. Celles-ci sont voûtées d’ogives, et accompagnent une travée de chœur voûtée à liernes et tiercerons, et à chevet plat.
Redécorée au XIXe siècle, l’église présente sur ses voûtes des peintures historiées évoquant la Création : deux toiles de Jean Georges Maury (1875-1962) — peintre originaire du village — illustrant la résurrection de Lazare et la Mise au tombeau. Une table de communion en pierre ferme le chœur.

## Protection
L'église est inscrite en tant que monument historique par arrêté depuis le 31 mai 1927,.